# Fritz Wilhelm Liebscher

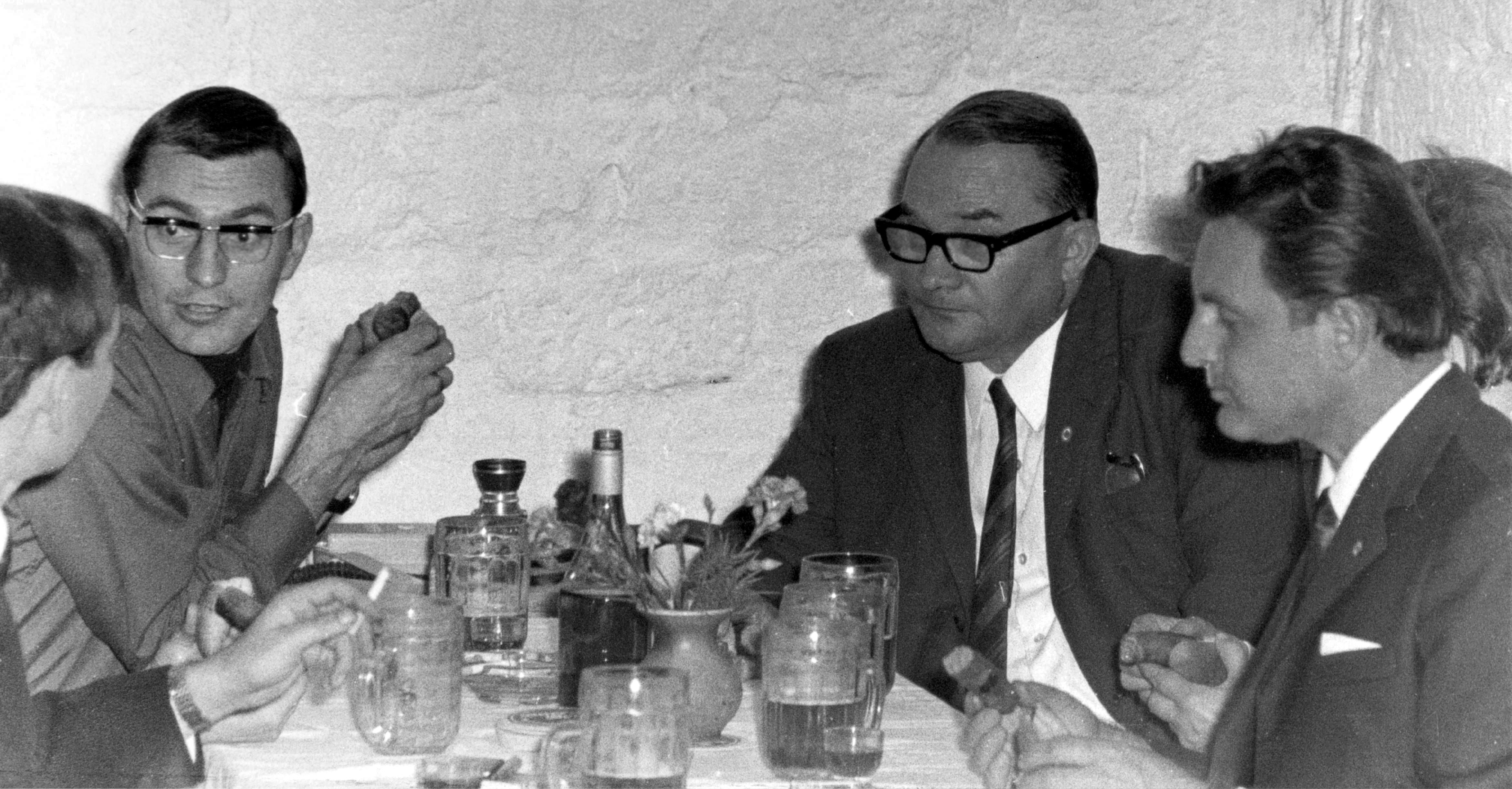
Fritz Liebscher (r. mit Brille) anlässlich der Eröffnung des Studentenclubs Bärenzwinger, Oktober 1970

Fritz Wilhelm Liebscher (* 13. November 1914 in Elstra; † 19. Februar 2009 in Dresden) war ein deutscher Wirtschaftswissenschaftler, Rektor der Technischen Universität Dresden und Präsident des DDR-Komitees für Europäische Sicherheit und Zusammenarbeit.

## Leben
Als Arbeiterkind besuchte Liebscher die Volks- und Oberschule, absolvierte eine Lehre als Buchhalter im Hilfswerk für deutsche Studenten und arbeitete in einer Buchdruckerei in Seifhennersdorf. Ab 1940 war er Kriegsteilnehmer in der deutschen Wehrmacht. In der sowjetischen Gefangenschaft von 1945 bis 1950 besucht er die Antifa-Schule. Nach seiner Rückkehr in die DDR arbeitete er von 1950 bis 1952 wieder als Buchhalter, später als kaufmännischer Direktor der Bau Union Dresden. Der Eintritt in die SED erfolgte im Jahr 1952. von 1952 bis 1953 war er Abteilungsleiter im Ministerium für Bauwesen, 1953–1955 stellvertretender und 1955–1958 Hauptabteilungsleiter in der Staatlichen Planungskommission. Das Fernstudium an der Technischen Hochschule Dresden und der Hochschule für Ökonomie Berlin schloss er 1958 mit dem Diplom ab. Von 1958 bis 1960 war er Hauptdirektor der Bau-Union Neubrandenburg, 1960 des Volkseigenen Bau- und Montagekombinats Chemie Halle.
Eine Lehrtätigkeit an der Technischen Hochschule Dresden nahm er 1961 auf, ab 1966 lehrte er als Professor mit Lehrstuhl für Ökonomie, Organisation und Planung. 1963 wurde er Mitglied des Forschungsrates. Von 1963 bis 1966 war er Dekan der Fakultät für Ingenieurökonomie. Von 1968 bis zu seiner Emeritierung 1980 war Liebscher Rektor der Technischen Hochschule (seit 1978 Technische Universität) Dresden.

## Politische Funktionen
Von 1968 bis 1981 war Liebscher Mitglied der Bezirksleitung Dresden der SED und von 1981 bis 1987 Präsident des DDR-Komitees für Europäische Sicherheit und Zusammenarbeit.

## Publikationen
- Fragen der Baukostensenkung in Deutsche Architektur 8/1956. Verlag für Bauwesen. Berlin 1956
- Kennzahlen für wirtschaftliche Betonfertigteiltransporte in Deutsche Architektur 6/1963. Verlag für Bauwesen. Berlin 1963
- Die Entwicklung der Bausektionen an der Technischen Universität Dresden und das Wirken ihrer Wissenschaftler. in Deutsche Architektur 9/1978. Verlag für Bauwesen. Berlin 1978
- (mit Helmut Bloch und Joachim Simon) Aufmaßbestimmungen – Grundsätze für das Aufmaß der Bauleistungen. Verlag für Bauwesen. Berlin 1979